# Livré-la-Touche
 Livré-la-Touche  là một xã thuộc tỉnh Mayenne trong vùng Pays de la Loire tây bắc nước Pháp. Xã này nằm ở khu vực có độ cao trung bình 100 mét trên mực nước biển. Trước ngày 6 tháng 10 năm 2008 có tên là Livré.
Sông Oudon tạo thành phần lớn ranh giới phía đông thị trấn.

## =Tham khảo
1. ↑  "Insee". Truy cập ngày 16 tháng 8 năm 2016.

- Communes of the Mayenne department